# A házassági kötelezvény
A házassági kötelezvény (olaszul La cambiale di matrimonio) Gioachino Rossini egyfelvonásos operája. Szövegkönyvét Gaetano Rossi írta Camillo Federici azonos című színműve alapján. Ősbemutatójára 1810. november 3-án került sor a velencei Teatro Moisében.

## Szereplők
| Szereplő                        | Hangfekvés   |
| ------------------------------- | ------------ |
| Tobias Mill, kereskedő          | bariton      |
| Fanny, a lánya                  | szoprán      |
| Edward Milford, Fanny szeretője | tenor        |
| Slook, kanadai kereskedő        | basszus      |
| Norton, Mill segédje            | basszus      |
| Clarina, Fanny komornája        | mezzoszoprán |

## Cselekmény
Helyszín: Anglia
Idő: 19. század eleje
Slook, a gazdag kanadai kereskedő bajba került és egy különös váltót küldött angol partnerének, Tobias Millnek, melyben arra kötelezte magát, hogy azt fogja feleségül venni, akit Mill majd kijelöl számára. Mill saját lányát, Fannyt szemelte ki, aki azonban a kispénzű Edward Milfordot szereti. Amikor Slook megérkezik Kanadából, hogy megkérje a lány kezét, Milford megfenyegeti, de a kereskedő ezt nem veszi a szívére, mert meghatja a fiatalok szerelme és elhatározza, hogy támogatni fogja őket. Mint üzletember, jól ismeri a váltó forgatásának a szabályait és így sikerül a házassági kötelezvényt átruháznia Milfordra. Mills őrjöng és párbajra hívja ki ellenfelét, mert szerinte megszegte a szerződést. Ám nem tehet semmit, mert Slook nem szegte meg a törvényt, így a párbaj elmarad, a fiatalok pedig egybekelhetnek.